# Dalgliesh
Dalgliesh is een Britse detectiveserie, die zich afspeelt in Engeland van 1975. De serie is gebaseerd op de romans van P.D. James over inspecteur Adam Dalgliesh. De zesdelige serie ging in première op de Amerikaanse zender Acorn TV op 1 november 2021 en op 4 november op het Britse Channel 5. In België werd de serie begin 2022 uitgezonden op Eén. Het eerste seizoen bevatte drie op zichzelf staande verhaallijnen die in Amerika en België als één aflevering uitgezonden werd van anderhalf uur, in Engeland werden de afleveringen gesplitst in zes delen van 45 minuten. 
Het tweede seizoen verscheen in 2023, het derde seizoen in 2024. 

## Rolverdeling
- Bertie Carvel als Adam Dalgliesh
- Jeremy Irvine als DS Charles Masterson
- Carlyss Peer als DS Kate Miskin